# Goran Jurić
Goran Jurić, hrvaški nogometaš, * 5. februar 1963.
Za jugoslovansko reprezentanco je odigral štiri uradne tekme, za hrvaško reprezentanco pa 15 uradnih tekem.